# Pécy
Pécy és un municipi francès, situat al departament de Sena i Marne i a la regió de Illa de França. L'any 2007 tenia 821 habitants.
Forma part del cantó de Fontenay-Trésigny, del districte de Provins i de la Comunitat de comunes de Val Briard.

## Demografia

### Població
El 2007 la població de fet de Pécy era de 821 persones. Hi havia 276 famílies, de les quals 50 eren unipersonals (21 homes vivint sols i 29 dones vivint soles), 63 parelles sense fills, 134 parelles amb fills i 29 famílies monoparentals amb fills.
La població ha evolucionat segons el següent gràfic:
Habitants censats

### Habitatges
El 2007 hi havia 366 habitatges, 276 eren l'habitatge principal de la família, 73 eren segones residències i 17 estaven desocupats. 276 eren cases i 25 eren apartaments. Dels 276 habitatges principals, 231 estaven ocupats pels seus propietaris, 41 estaven llogats i ocupats pels llogaters i 4 estaven cedits a títol gratuït; 3 tenien una cambra, 16 en tenien dues, 38 en tenien tres, 58 en tenien quatre i 161 en tenien cinc o més. 219 habitatges disposaven pel capbaix d'una plaça de pàrquing. A 101 habitatges hi havia un automòbil i a 166 n'hi havia dos o més.

### Piràmide de població
La piràmide de població per edats i sexe el 2009 era:
| Homes | Edats   | Dones |
| ----- | ------- | ----- |
| 0     | 95 o +  | 0     |
| 0     | 90 a 94 | 0     |
| 0     | 85 a 89 | 8     |
| 0     | 80 a 84 | 0     |
| 4     | 75 a 79 | 4     |
| 8     | 70 a 74 | 4     |
| 20    | 65 a 69 | 12    |
| 12    | 60 a 64 | 8     |
| 24    | 55 a 59 | 16    |
| 20    | 50 a 54 | 24    |
| 32    | 45 a 49 | 24    |
| 20    | 40 a 44 | 20    |
| 36    | 35 a 39 | 12    |
| 24    | 30 a 34 | 40    |
| 40    | 25 a 29 | 20    |
| 16    | 20 a 24 | 12    |
| 24    | 15 a 19 | 24    |
| 8     | 10 a 14 | 24    |
| 20    | 5 a 9   | 44    |
| 24    | 0 a 4   | 24    |

## Economia
El 2007 la població en edat de treballar era de 541 persones, 411 eren actives i 130 eren inactives. De les 411 persones actives 383 estaven ocupades (210 homes i 173 dones) i 28 estaven aturades (18 homes i 10 dones). De les 130 persones inactives 27 estaven jubilades, 50 estaven estudiant i 53 estaven classificades com a «altres inactius».

### Ingressos
El 2009 a Pécy hi havia 269 unitats fiscals que integraven 796,5 persones, la mediana anual d'ingressos fiscals per persona era de 20.731 €.

### Activitats econòmiques
Dels 36 establiments que hi havia el 2007, 3 eren d'empreses extractives, 1 d'una empresa de fabricació de material elèctric, 1 d'una empresa de fabricació d'altres productes industrials, 8 d'empreses de construcció, 7 d'empreses de comerç i reparació d'automòbils, 1 d'una empresa de transport, 1 d'una empresa d'hostatgeria i restauració, 2 d'empreses d'informació i comunicació, 2 d'empreses immobiliàries, 5 d'empreses de serveis i 5 d'entitats de l'administració pública.
Dels 8 establiments de servei als particulars que hi havia el 2009, 1 era un taller de reparació d'automòbils i de material agrícola, 2 guixaires pintors, 1 fusteria, 3 electricistes i 1 empresa de construcció.
L'any 2000 a Pécy hi havia 17 explotacions agrícoles.

## Equipaments sanitaris i escolars
El 2009 hi havia una escola elemental integrada dins d'un grup escolar amb les comunes properes formant una escola dispersa.

## Poblacions més properes
El següent diagrama mostra les poblacions més properes.